# Weiden an der March
Weiden an der March là một đô thị ở huyện Gänserndorf trong bang Niederösterreich, ở nước Áo. Đô thị này có diện tích 55,8 km², dân số năm 2001 là 904 người.

## Phân chia hành chính
- Baumgarten an der March
- Oberweiden
- Zwerndorf